# Carcinops peruviana
Carcinops peruviana är en skalbaggsart som beskrevs av Kirsch 1873. Carcinops peruviana ingår i släktet Carcinops och familjen stumpbaggar. Inga underarter finns listade i Catalogue of Life.